# ポール・ホーケン
ポール・ジェラード・ホーケン （1946年2月8日生まれ）は、アメリカの環境保護活動家、起業家、作家、活動家である。
ホーケンはカリフォルニア州サンマテオで生まれ、サンフランシスコベイエリアで育った。父はカリフォルニア大学バークレー校の図書館学で働いていた。ホーケンはカリフォルニア大学バークレー校とサンフランシスコ州立大学に通った。ホーケンは、生態学的ビジネスの創設、生活システムへの商業の影響についての執筆、経済開発、産業生態学、環境政策に関する企業や政府とのコンサルティングなどの仕事に携わった。
ホーケンは、地球温暖化を逆転させる方法を説明する非営利団体であるProject Drawdownの共同創設者兼エグゼクティブディレクターである。
ホーケンは公民権運動に積極的だった。現在はサンフランシスコ・ベイエリアに住んでいる。
ホーケンは記事、新聞の投稿記事、査読付きの論文を執筆し、『The Next Economy』を含む7冊の本を執筆した。他には『ネクスト・エコノミー―情報経済の時代』（TBSブリタニカ）、『ビジネスを育てる』（バジリコ）、『The Ecology of Commerce』（HarperCollins 1993年 日本語未翻訳）、『祝福を受けた不安-サステナビリティ革命の可能性』（バジリコ）などを執筆した。
エコロジーオブコマースは、67のビジネススクールの教授から、ビジネスと環境に関するカレッジテキストで第1位に選ばれた。Interface、Inc.のビジネスマンで環境保護論者のレイアンダーソンは、環境の目覚めを「エコロジーオブコマース」と称した。彼はそれを「胸の中の槍」と読んだと述べ、その後アンダーソンは福音に近い熱狂で国を縦横に横断し始め、廃棄物と炭素排出量を削減する必要性について仲間の幹部に話した。
自然資本の経済：「成長の限界」を突破する新産業革命 （日本経済新聞出版）は、 Amory Lovinsと共著で、 自然資本の概念と生態系サービスの直接会計について書いている。「自然資本の経済」は他の14言語に翻訳されている。エコロジーオブコマースとともに、これらの本は「持続可能な世界経済への道を示す最初の人の一人」であると説明されている。
2007年に発表された祝福を受けた不安 サステナビリティ革命の可能性は、環境、社会正義、先住民の権利団体が関与する巨大な「名前のない運動」が形成されていると主張している。彼はこの「動き」をイデオロギーではなく、人道的なものとそうでないものを特定することによって発達すると考え、それを人類の集団免疫システムと比較した。
ビジネスを育てるは、ホーケンがホストを務め制作した17部構成のPBSシリーズの基礎となった。このプログラムは、社会的責任のある企業を立ち上げ、運営する上での課題と落とし穴を調査するもので、115か国でテレビ放映され、1億人以上が視聴した。